# Mandelöl

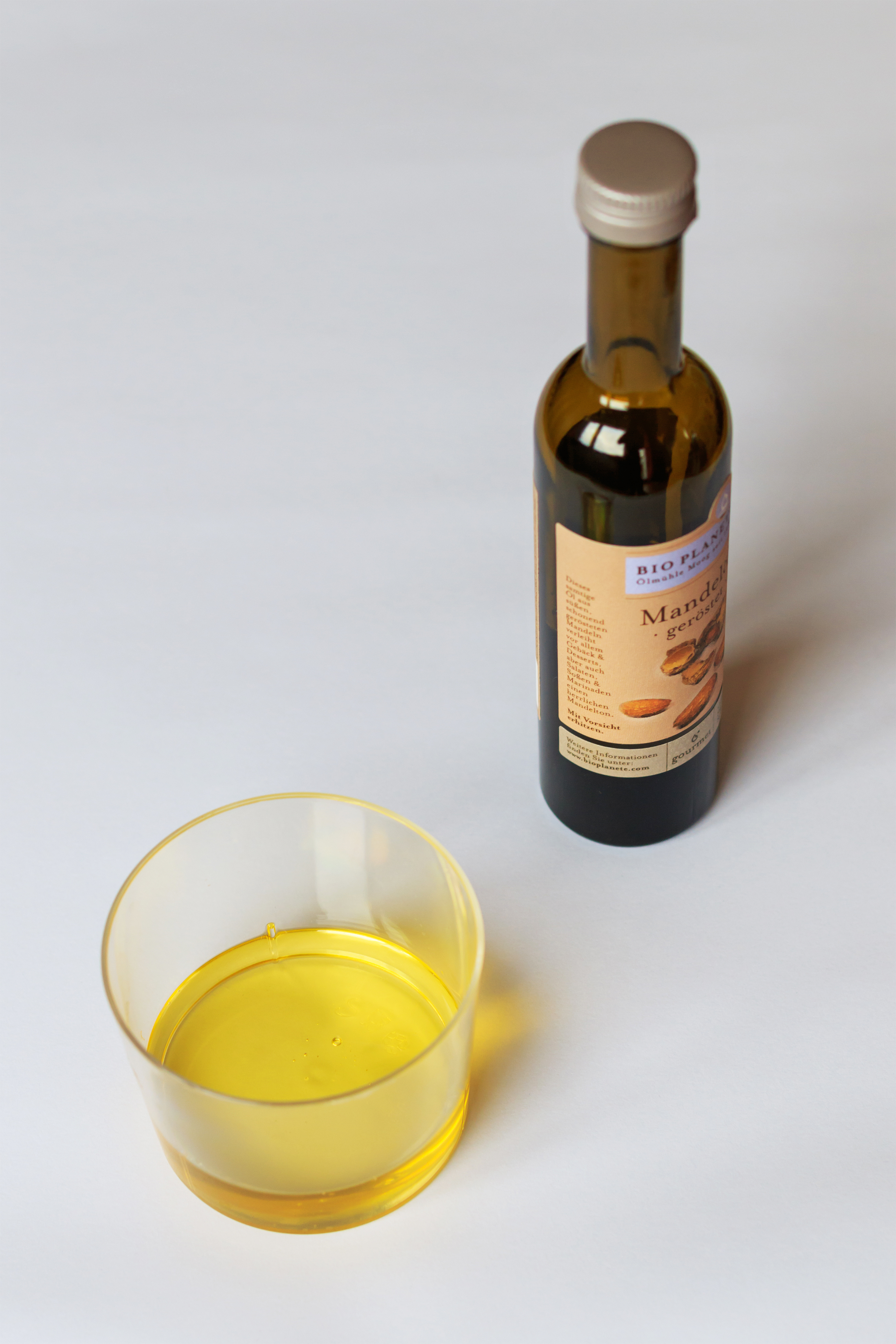
In Flaschen abgefülltes Mandelöl

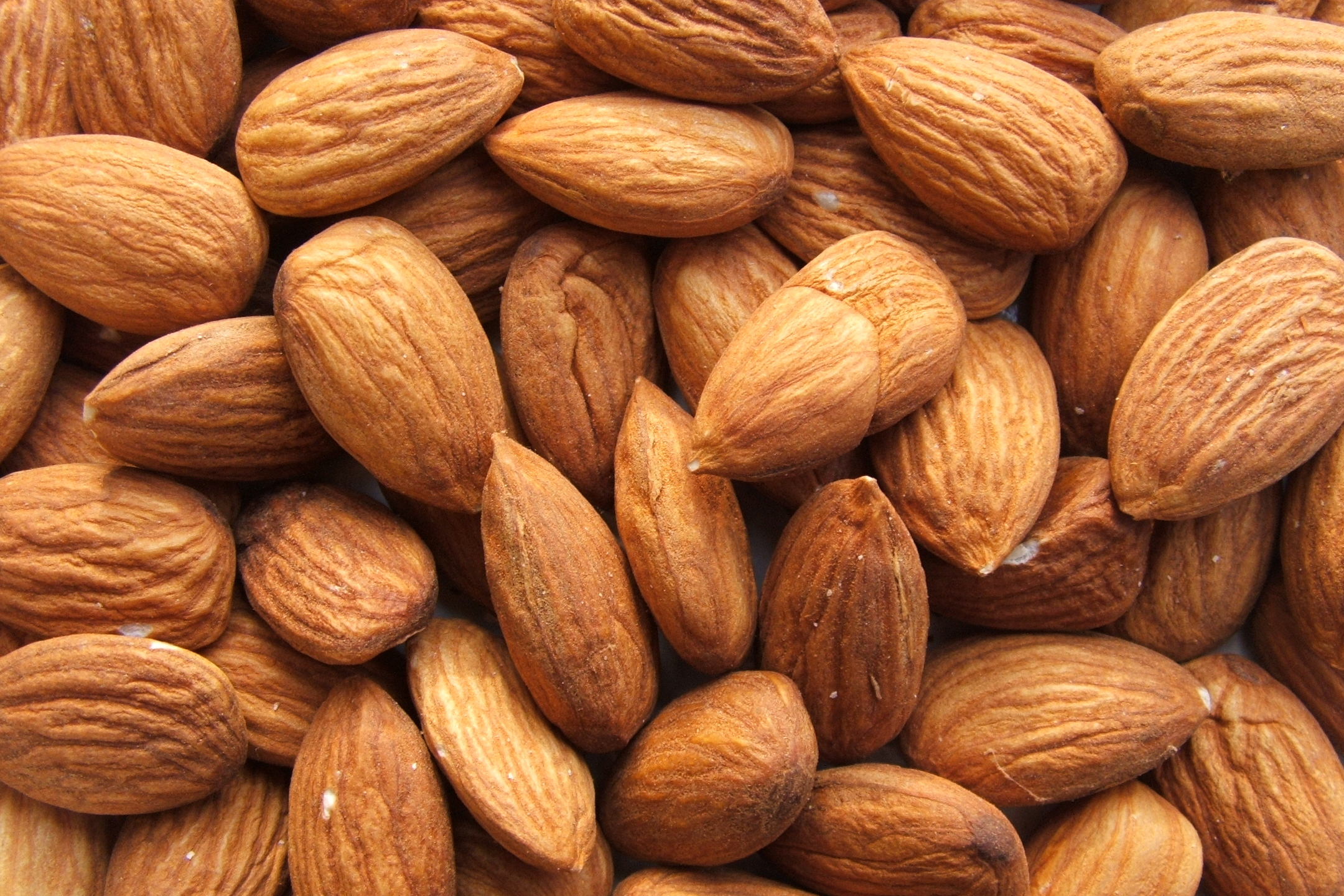
Mandeln

Unter dem Namen Mandelöl, eigentlich Mandelkernöl (INCI: Prunus amygdalus dulcis (Sweet Almond) Oil) versteht man das sowohl aus den süßen (lateinisch dulcis) als auch aus den bitteren (lat. amarus) Mandeln durch Kaltpressung gewonnene fette Pflanzenöl. Verwendung finden dabei die reifen Samen (Mandeln) von Prunus dulcis (Miller) D.A.Webb var. dulcis oder Prunus dulcis (Miller) D.A.Webb var. amara (D.C.) Buchheim oder eine Mischung von beiden.
Bei dem Bittermandelöl genannten Produkt handelt es sich hingegen um das ätherische Öl, welches ausschließlich aus den bitteren Mandeln gewonnen wird.

## Gewinnung
Das durch Kaltpressung gewonnene Mandelöl wird anschließend raffiniert oder einfach naturbelassen. Die trockenen Mandeln werden abgepresst, nachdem sie von Verunreinigungen und Schalen befreit wurden. Das Öl wird nach dem Abpressen mehrere Tage stehen gelassen, damit sich die schleimigen Bestandteile absetzen können. Diese werden anschließend durch Filterpressen abgetrennt. Die Pressrückstände, welche als Mandelkleie verkauft werden, enthalten noch bis zu 10 % fettes Öl. Aus 1 t geschälter Mandeln werden ca. 400 l Mandelöl gewonnen.
Aus bitteren Mandeln können bis zu 36 % und aus süßen bis zu 46 % fettes Öl gewonnen werden. Die unterschiedliche Ausbeute ergibt sich daraus, dass bittere Mandeln 30 bis 50 % fettes Öl und süße Mandeln 30 bis 60 % fettes Öl enthalten.

## Eigenschaften
Im Handel sind drei verschiedene Qualitäten verfügbar: raffiniert, gepresst und geröstet.
Das Europäische Arzneibuch (Ph. Eur.) enthält zwei Monographien, zum einen für natives Mandelöl (Amygdalae oleum virginale) und zum anderen für raffiniertes Mandelöl (Amygdalae oleum raffinatum). Die Monographien geben vor, welche Qualität/Reinheit eingehalten werden muss, um das Öl in pharmazeutischen Zubereitungen einsetzen zu dürfen. In vielen weiteren Bereichen wie der Kosmetik- oder Lebensmittelindustrie wird ebenfalls gerne das Arzneibuch als Qualitätsmaßstab herangezogen.
Darüber hinaus gibt es Empfehlungen, kosmetisch und als Speiseöl ausschließlich reines Öl aus der Süßmandel zu verwenden. Denn das fette Öl aus der Bittermandel enthält 1 bis 8 % des Glykosids Amygdalin, aus dem durch enzymatische Spaltung giftige Blausäure und Benzaldehyd frei werden können.
Mandelöl, so genannter kosmetischer Qualität, wird ohne Deklaration häufig mit Sonnenblumenöl verschnitten (gemischt) angeboten. Nach dem amerikanischen Arzneibuch (U.S. Pharmacopeia) darf Mandelöl sogar aus dem „Bruch“ verschiedener ölhaltiger Kerne gewonnen werden.
| Eigenschaft              | Wert/Beschreibung |
| Aussehen                 | Variiert von gelb bis farblos, je nach Qualität; ist klar |
| Geschmack                | Variiert in der Ausprägung, mild, rein, leicht nussig, je nach Qualität |
| Geruch                   | Variiert von fast geruchlos bis mild nussig, rund, leichte Vanillenote, je nach Qualität |
| Relative Dichte          | 0,914 bis 0,920; Ph. Eur. etwa 0,916 |
| Brechungsindex           | 1,4702 bis 1,4715 |
| Säurezahl                | nicht über 8; Ph. Eur. höchstens 0,5, mit 5,0 g Öl bestimmt |
| Peroxidzahl              | Ph. Eur höchstens 5,0 |
| Unverseifbare Anteile    | höchstens 1,5 %; Ph. Eur. höchstens 0,9 %, mit 5,0 g Öl bestimmt |
| Erstarrungspunkt         | −10 bis −21 °C; Ph. Eur Das Öl erstarrt bei etwa −18 °C |
| Löslichkeit              | schwer löslich in Ethanol 96 %, mischbar mit Petrolether |
| Wasser                   | Ph. Eur. Monographie Raffiniertes Mandelöl: höchstens 0,1 %, mit 5,000 g Öl bestimmt, falls das Öl für die Herstellung von Parenteralia bestimmt ist.                                                             |
| Typ                      | nicht trocknend |
| Haltbarkeit und Lagerung | bei sachgerechter Lagerung 10 Monate haltbar, nach Anbruch etwa 6 Monate; Ph. Eur. Lagerung: Vor Licht geschützt, in gut verschlossenen, dem Verbrauch angemessenen, möglichst vollständig gefüllten Behältnissen |

Das fette Öl aus den süßen Mandeln und das aus den bitteren Mandeln zeigen einen Unterschied bei der so genannten Elaidinprobe auf.
 Das Öl aus den süßen Mandeln erstarrt früher und wird fast vollständig fest, während das der bitteren Mandeln erst etwa 12 h später erstarrt.

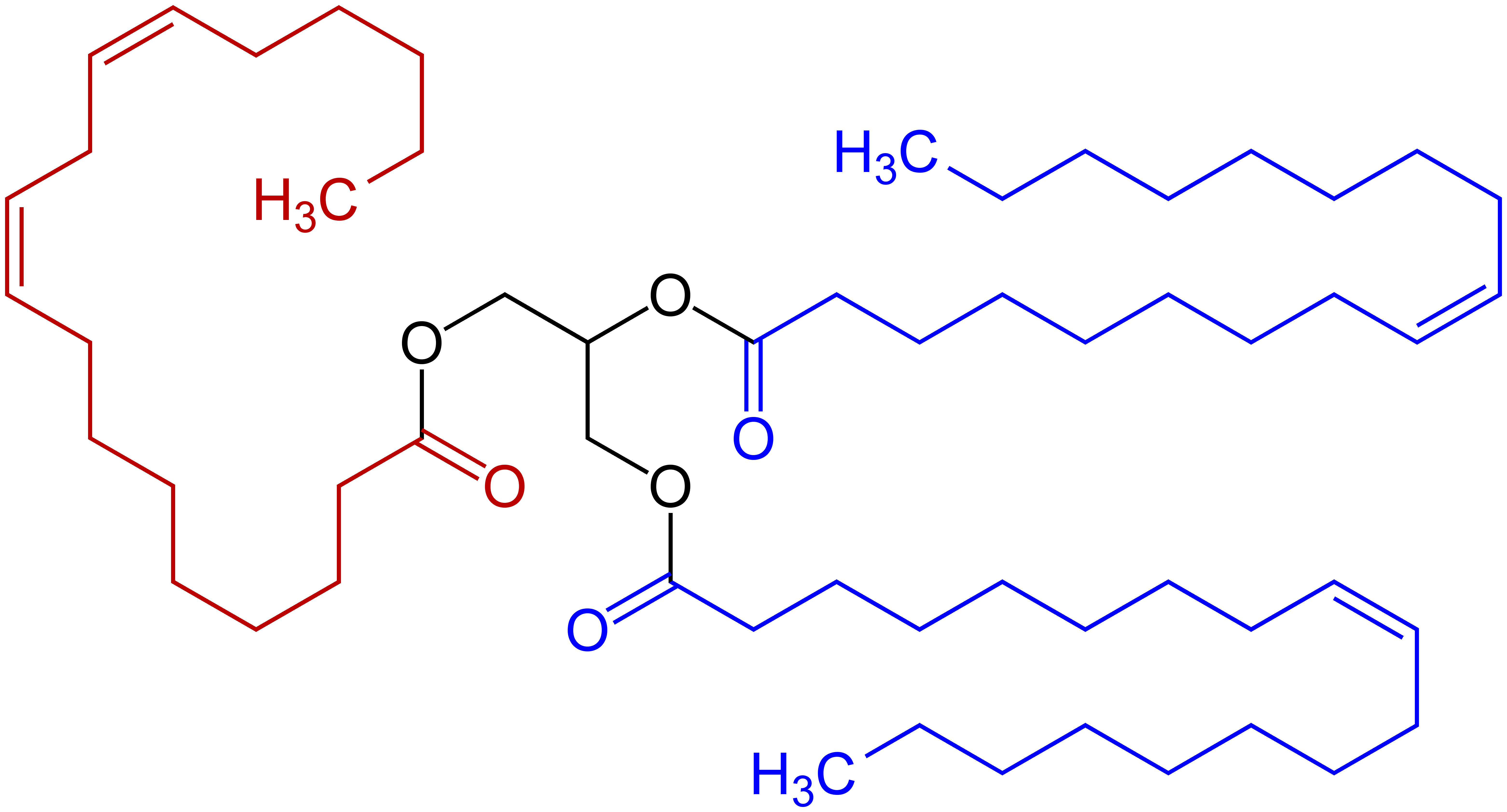
Beispiel für ein Triglycerid in Mandelöl mit einem rot markierten zweifach ungesättigten Fettsäurerest – abgeleitet von der Linolsäure – sowie zwei blau markierten einfach ungesättigten Fettsäureresten – abgeleitet von der Ölsäure. Mandelöl ist – wie andere Pflanzenöle – ein Gemisch von verschiedenen Triestern des Glycerins.

Mandelöl weist mit über 90 % einen sehr hohen Anteil an einfach und zweifach ungesättigten Fettsäuren auf. Der Gehalt an Tocopherolen liegt im mittleren Bereich.
Dafür besteht die Tocopherol-Fraktion vor allem aus dem α-Tocopherol, das antioxidativ und hautschützend wirkt und das Einziehverhalten optimiert.
| Fettsäure                                                   | Anteil          |
| Gesättigte Fettsäuren mit einer Kettenlänge kleiner als C16 | höchstens 0,1 % |
| Palmitinsäure                                               | 4,0 bis 9,0 %   |
| Palmitoleinsäure                                            | höchstens 0,8 % |
| Margarinsäure                                               | höchstens 0,2 % |
| Stearinsäure                                                | höchstens 3,0 % |
| Ölsäure                                                     | 62,0 bis 86,0 % |
| Linolsäure                                                  | 20,0 bis 30,0 % |
| α-Linolensäure                                              | höchstens 0,4 % |
| Arachinsäure                                                | höchstens 0,2 % |
| Eicosensäure                                                | höchstens 0,3 % |
| Behensäure                                                  | höchstens 0,2 % |
| Erucasäure                                                  | höchstens 0,1 % |

## Verwendung
Einsatz in der Pharmazie:
- Als Lösungs- und Dispersionsmittel für ölige Injektionen (Parenteralia) lipophiler Arzneistoffe
- Als Arzneiträger/Grundlage in öligen Augentropfen
- Zur Linderung von Ohrenschmerzen wird das Öl erwärmt und in das Ohr eingeträufelt
- Als Ölkomponente in Cremes

Mandelöl ist ein sehr verträgliches und vielseitig einsetzbares Basisöl, das für jeden Hauttyp geeignet ist, auch besonders für empfindliche, trockene und Babyhaut. In Cremes eingearbeitet erzeugt Mandelöl weiche, geschmeidige und pflegende Konsistenzen. Mandelöl dringt gut in die Haut ein und durchfettet sie. Dies wird insbesondere bei trockener Haut als lindernd empfunden. Daher gilt Mandelöl als reizlindernd, feuchtigkeitsspendend und intensiv pflegend.
Einsatz in der Kosmetik:
- Als Hautöl, Körperöl, Massageöl, Badeöl
- Als Bestandteil in Lippenbalsamen, Salben, Cremes
- In Babypflegeprodukten
- In Gesichts- und Ölpackungen
- In Haarpflegeprodukten

In der Küche:
- Einsatz als Öl im Dressing
- Zum Braten geeignet, jedoch unökonomisch
- Natives Mandelöl eignet sich wegen seines leichten Mandelaromas auch gut zur Zubereitung von Süßspeisen

In der Technik:
- Schmiermittel für feine Mechaniken wie Uhren, Instrumente und Waffen

Sonstiges:
- Pflegeöl für Holzflöten[4] und historische Instrumente wie beispielsweise Klarinetten aus Buchsbaumholz

Als Ersatz kann Aprikosenkernöl verwendet werden.